# Antonio Barrera de Irimo
Antonio Barrera de Irimo (Ribadeo, 4 de gener de 1929 - Madrid, 24 de setembre de 2014) va ser un polític, professor universitari, jurista i economista espanyol. també fou membre del consell d'administració de Telefónica (1974-1983), de l'Editorial Católica, del Grupo Serna, de la Corporación Financiera Hispamer, de la Compañía General de Aguas, d'Aluminio de Galicia, d'Autogrill España i d'Unión Fenosa, així com del consell internacional del Banco Santander Central Hispano.

## Biografia
Llicenciat en Dret i Economia en les Universitats de Deusto i Valladolid (llavors la de Deusto no podia expedir títols i els alumnes havien de revalidar els seus cursos a Valladolid), va ser professor d'Hisenda Pública a Deusto i a la Universitat Central de Madrid.
En 1954 va obtenir plaça per oposició, i amb el número u en la seva promoció, en el cos d'Inspectors Tècnics de Timbre de l'Estat (avui, cos d'Inspectors d'Hisenda). En aquest lloc va estar tres anys, després dels quals va passar a ocupar la Sotssecretaria General Tècnica del Ministeri d'Hisenda. En 1960 va ser nomenat president de l'Institut d'Estudis Fiscals, ja que va compatibilitzar amb el de secretari general del Ministeri d'Hisenda, càrrec pel qual va ser cridat pel ministre Mariano Navarro Rubio.
En 1965 va ser designat president de la Companyia Telefònica Nacional d'Espanya (antecedent del que avui és Telefónica), on va estar fins a la crisi ministerial de 1969. Al juny de 1973 va ser cridat pel president del Govern Luis Carrero Blanco perquè ocupés la cartera d'Hisenda, a la qual es va dedicar fins a la seva dimissió en octubre de 1974, quan cessa motu proprio en solidaritat amb el ministre d'Informació i Turisme, Pío Cabanillas. Abans, i després de l'assassinat de Carrero, Barrera va ser ascendit pel nou president Carlos Arias Navarro a Vicepresident segon del Govern, amb la finalitat que coordinés la política econòmica, però Barrera aviat s'adona que el nou president no ho té en compte per prendre les seves decisions. No obstant això, segueix treballant amb gran dedicació i el 25 d'octubre de 1974 (quatre dies abans de la seva dimissió) anuncia un ambiciós programa de liberalització econòmica i simplificació administrativa.
Després de la seva marxa del Govern, va quedar com a conseller de la Companyia Telefònica Nacional d'Espanya, i més tard com a conseller també d'altres importants empreses espanyoles, com el Banco Hispano Americano i Fenosa.
De Telefónica fou destituït en 1983, poc després de formar-se el primer govern de Felipe González i quan l'empresa estava sota la direcció de Luis Solana. Un any abans, al govern de Leopoldo Calvo-Sotelo, Barrera de Irimo va elaborar una proposta de holding empresarial en ocasió del Pla Nacional de la Indústria Electrònica que pretenia aglutinar entorn de Telefónica diverses empreses públiques, la qual cosa va ser valorada negativament pels diferents sectors de les noves empreses privades del país, especialment el sector bancari.
A l'abril de 2014, juntament amb altres ministres franquistes: Licinio de la Fuente, Antonio Carro Martínez, José María Sánchez-Ventura i Alfonso Osorio García va ser imputat per la Justícia argentina, a petició de les víctimes del franquisme. Se'ls demana pena de reclusió perpètua.